# Hunter Enis
George Hunter Enis (Fort Worth, 10 dicembre 1936) è un ex giocatore di football americano statunitense che ha militato nel ruolo di quarterback nell'American Football League (AFL).

## Carriera
Enis iniziò la carriera professionistica nel 1960 con i Dallas Texans della neonata AFL, disputando due partite come titolare, entrambe vinte, al posto di Cotton Davidson. L'anno seguente passò ai San Diego Chargers disputando 13 partite ma nessuna delle quali come titolare. Il 1962 fu l'ultima stagione della carriera in cui si divise tra gli Oakland Raiders (una gara come titolare, pareggiata) e i Denver Broncos. In seguito entrò nel Board of Trustees della sua alma mater, la Texas Christian University.